# Abudefduf natalensis
Abudefduf natalensis és una espècie de peix de la família dels pomacèntrids i de l'ordre dels perciformes.
Els adults poden assolir 17 cm de longitud total. Es troba a Maurici, Reunió, Madagascar i Sud-àfrica (des de KwaZulu-Natal fins a Transkei).